# 1734
Portal Geschichte | Portal Biografien | Aktuelle Ereignisse | Jahreskalender | Tagesartikel

◄ |
17. Jahrhundert |
18. Jahrhundert
| 19. Jahrhundert | ►

◄ |
1700er |
1710er |
1720er |
1730er
| 1740er | 1750er | 1760er | ►

◄◄ |
◄ |
1730 |
1731 |
1732 |
1733 |
1734
| 1735 | 1736 | 1737 | 1738 | ► | ►►
Staatsoberhäupter  · Nekrolog  · Literaturjahr · Musikjahr
| Januar | Januar | Januar | Januar | Januar | Januar | Januar | Januar |
| Kw     | Mo     | Di     | Mi     | Do     | Fr     | Sa     | So     |
| ------ | ------ | ------ | ------ | ------ | ------ | ------ | ------ |
| 53     |        |        |        |        | 1      | 2      | 3      |
| 1      | 4      | 5      | 6      | 7      | 8      | 9      | 10     |
| 2      | 11     | 12     | 13     | 14     | 15     | 16     | 17     |
| 3      | 18     | 19     | 20     | 21     | 22     | 23     | 24     |
| 4      | 25     | 26     | 27     | 28     | 29     | 30     | 31     |

| Februar | Februar | Februar | Februar | Februar | Februar | Februar | Februar |
| Kw      | Mo      | Di      | Mi      | Do      | Fr      | Sa      | So      |
| ------- | ------- | ------- | ------- | ------- | ------- | ------- | ------- |
| 5       | 1       | 2       | 3       | 4       | 5       | 6       | 7       |
| 6       | 8       | 9       | 10      | 11      | 12      | 13      | 14      |
| 7       | 15      | 16      | 17      | 18      | 19      | 20      | 21      |
| 8       | 22      | 23      | 24      | 25      | 26      | 27      | 28      |

| März | März | März | März | März | März | März | März |
| Kw   | Mo   | Di   | Mi   | Do   | Fr   | Sa   | So   |
| ---- | ---- | ---- | ---- | ---- | ---- | ---- | ---- |
| 9    | 1    | 2    | 3    | 4    | 5    | 6    | 7    |
| 10   | 8    | 9    | 10   | 11   | 12   | 13   | 14   |
| 11   | 15   | 16   | 17   | 18   | 19   | 20   | 21   |
| 12   | 22   | 23   | 24   | 25   | 26   | 27   | 28   |
| 13   | 29   | 30   | 31   |      |      |      |      |

| April | April | April | April | April | April | April | April |
| Kw    | Mo    | Di    | Mi    | Do    | Fr    | Sa    | So    |
| ----- | ----- | ----- | ----- | ----- | ----- | ----- | ----- |
| 13    |       |       |       | 1     | 2     | 3     | 4     |
| 14    | 5     | 6     | 7     | 8     | 9     | 10    | 11    |
| 15    | 12    | 13    | 14    | 15    | 16    | 17    | 18    |
| 16    | 19    | 20    | 21    | 22    | 23    | 24    | 25    |
| 17    | 26    | 27    | 28    | 29    | 30    |       |       |

| Mai | Mai | Mai | Mai | Mai | Mai | Mai | Mai |
| Kw  | Mo  | Di  | Mi  | Do  | Fr  | Sa  | So  |
| --- | --- | --- | --- | --- | --- | --- | --- |
| 17  |     |     |     |     |     | 1   | 2   |
| 18  | 3   | 4   | 5   | 6   | 7   | 8   | 9   |
| 19  | 10  | 11  | 12  | 13  | 14  | 15  | 16  |
| 20  | 17  | 18  | 19  | 20  | 21  | 22  | 23  |
| 21  | 24  | 25  | 26  | 27  | 28  | 29  | 30  |
| 22  | 31  |     |     |     |     |     |     |

| Juni | Juni | Juni | Juni | Juni | Juni | Juni | Juni |
| Kw   | Mo   | Di   | Mi   | Do   | Fr   | Sa   | So   |
| ---- | ---- | ---- | ---- | ---- | ---- | ---- | ---- |
| 22   |      | 1    | 2    | 3    | 4    | 5    | 6    |
| 23   | 7    | 8    | 9    | 10   | 11   | 12   | 13   |
| 24   | 14   | 15   | 16   | 17   | 18   | 19   | 20   |
| 25   | 21   | 22   | 23   | 24   | 25   | 26   | 27   |
| 26   | 28   | 29   | 30   |      |      |      |      |

| Juli | Juli | Juli | Juli | Juli | Juli | Juli | Juli |
| Kw   | Mo   | Di   | Mi   | Do   | Fr   | Sa   | So   |
| ---- | ---- | ---- | ---- | ---- | ---- | ---- | ---- |
| 26   |      |      |      | 1    | 2    | 3    | 4    |
| 27   | 5    | 6    | 7    | 8    | 9    | 10   | 11   |
| 28   | 12   | 13   | 14   | 15   | 16   | 17   | 18   |
| 29   | 19   | 20   | 21   | 22   | 23   | 24   | 25   |
| 30   | 26   | 27   | 28   | 29   | 30   | 31   |      |

| August | August | August | August | August | August | August | August |
| Kw     | Mo     | Di     | Mi     | Do     | Fr     | Sa     | So     |
| ------ | ------ | ------ | ------ | ------ | ------ | ------ | ------ |
| 30     |        |        |        |        |        |        | 1      |
| 31     | 2      | 3      | 4      | 5      | 6      | 7      | 8      |
| 32     | 9      | 10     | 11     | 12     | 13     | 14     | 15     |
| 33     | 16     | 17     | 18     | 19     | 20     | 21     | 22     |
| 34     | 23     | 24     | 25     | 26     | 27     | 28     | 29     |
| 35     | 30     | 31     |        |        |        |        |        |

| September | September | September | September | September | September | September | September |
| Kw        | Mo        | Di        | Mi        | Do        | Fr        | Sa        | So        |
| --------- | --------- | --------- | --------- | --------- | --------- | --------- | --------- |
| 35        |           |           | 1         | 2         | 3         | 4         | 5         |
| 36        | 6         | 7         | 8         | 9         | 10        | 11        | 12        |
| 37        | 13        | 14        | 15        | 16        | 17        | 18        | 19        |
| 38        | 20        | 21        | 22        | 23        | 24        | 25        | 26        |
| 39        | 27        | 28        | 29        | 30        |           |           |           |

| Oktober | Oktober | Oktober | Oktober | Oktober | Oktober | Oktober | Oktober |
| Kw      | Mo      | Di      | Mi      | Do      | Fr      | Sa      | So      |
| ------- | ------- | ------- | ------- | ------- | ------- | ------- | ------- |
| 39      |         |         |         |         | 1       | 2       | 3       |
| 40      | 4       | 5       | 6       | 7       | 8       | 9       | 10      |
| 41      | 11      | 12      | 13      | 14      | 15      | 16      | 17      |
| 42      | 18      | 19      | 20      | 21      | 22      | 23      | 24      |
| 43      | 25      | 26      | 27      | 28      | 29      | 30      | 31      |

| November | November | November | November | November | November | November | November |
| Kw       | Mo       | Di       | Mi       | Do       | Fr       | Sa       | So       |
| -------- | -------- | -------- | -------- | -------- | -------- | -------- | -------- |
| 44       | 1        | 2        | 3        | 4        | 5        | 6        | 7        |
| 45       | 8        | 9        | 10       | 11       | 12       | 13       | 14       |
| 46       | 15       | 16       | 17       | 18       | 19       | 20       | 21       |
| 47       | 22       | 23       | 24       | 25       | 26       | 27       | 28       |
| 48       | 29       | 30       |          |          |          |          |          |

| Dezember | Dezember | Dezember | Dezember | Dezember | Dezember | Dezember | Dezember |
| Kw       | Mo       | Di       | Mi       | Do       | Fr       | Sa       | So       |
| -------- | -------- | -------- | -------- | -------- | -------- | -------- | -------- |
| 48       |          |          | 1        | 2        | 3        | 4        | 5        |
| 49       | 6        | 7        | 8        | 9        | 10       | 11       | 12       |
| 50       | 13       | 14       | 15       | 16       | 17       | 18       | 19       |
| 51       | 20       | 21       | 22       | 23       | 24       | 25       | 26       |
| 52       | 27       | 28       | 29       | 30       | 31       |          |          |

| Januar | Januar | Januar | Januar | Januar | Januar | Januar | Januar |
| Kw     | Mo     | Di     | Mi     | Do     | Fr     | Sa     | So     |
| ------ | ------ | ------ | ------ | ------ | ------ | ------ | ------ |
| 53     |        |        |        |        | 1      | 2      | 3      |
| 1      | 4      | 5      | 6      | 7      | 8      | 9      | 10     |
| 2      | 11     | 12     | 13     | 14     | 15     | 16     | 17     |
| 3      | 18     | 19     | 20     | 21     | 22     | 23     | 24     |
| 4      | 25     | 26     | 27     | 28     | 29     | 30     | 31     |

| Februar | Februar | Februar | Februar | Februar | Februar | Februar | Februar |
| Kw      | Mo      | Di      | Mi      | Do      | Fr      | Sa      | So      |
| ------- | ------- | ------- | ------- | ------- | ------- | ------- | ------- |
| 5       | 1       | 2       | 3       | 4       | 5       | 6       | 7       |
| 6       | 8       | 9       | 10      | 11      | 12      | 13      | 14      |
| 7       | 15      | 16      | 17      | 18      | 19      | 20      | 21      |
| 8       | 22      | 23      | 24      | 25      | 26      | 27      | 28      |

| März | März | März | März | März | März | März | März |
| Kw   | Mo   | Di   | Mi   | Do   | Fr   | Sa   | So   |
| ---- | ---- | ---- | ---- | ---- | ---- | ---- | ---- |
| 9    | 1    | 2    | 3    | 4    | 5    | 6    | 7    |
| 10   | 8    | 9    | 10   | 11   | 12   | 13   | 14   |
| 11   | 15   | 16   | 17   | 18   | 19   | 20   | 21   |
| 12   | 22   | 23   | 24   | 25   | 26   | 27   | 28   |
| 13   | 29   | 30   | 31   |      |      |      |      |

| April | April | April | April | April | April | April | April |
| Kw    | Mo    | Di    | Mi    | Do    | Fr    | Sa    | So    |
| ----- | ----- | ----- | ----- | ----- | ----- | ----- | ----- |
| 13    |       |       |       | 1     | 2     | 3     | 4     |
| 14    | 5     | 6     | 7     | 8     | 9     | 10    | 11    |
| 15    | 12    | 13    | 14    | 15    | 16    | 17    | 18    |
| 16    | 19    | 20    | 21    | 22    | 23    | 24    | 25    |
| 17    | 26    | 27    | 28    | 29    | 30    |       |       |

| Mai | Mai | Mai | Mai | Mai | Mai | Mai | Mai |
| Kw  | Mo  | Di  | Mi  | Do  | Fr  | Sa  | So  |
| --- | --- | --- | --- | --- | --- | --- | --- |
| 17  |     |     |     |     |     | 1   | 2   |
| 18  | 3   | 4   | 5   | 6   | 7   | 8   | 9   |
| 19  | 10  | 11  | 12  | 13  | 14  | 15  | 16  |
| 20  | 17  | 18  | 19  | 20  | 21  | 22  | 23  |
| 21  | 24  | 25  | 26  | 27  | 28  | 29  | 30  |
| 22  | 31  |     |     |     |     |     |     |

| Juni | Juni | Juni | Juni | Juni | Juni | Juni | Juni |
| Kw   | Mo   | Di   | Mi   | Do   | Fr   | Sa   | So   |
| ---- | ---- | ---- | ---- | ---- | ---- | ---- | ---- |
| 22   |      | 1    | 2    | 3    | 4    | 5    | 6    |
| 23   | 7    | 8    | 9    | 10   | 11   | 12   | 13   |
| 24   | 14   | 15   | 16   | 17   | 18   | 19   | 20   |
| 25   | 21   | 22   | 23   | 24   | 25   | 26   | 27   |
| 26   | 28   | 29   | 30   |      |      |      |      |

| Juli | Juli | Juli | Juli | Juli | Juli | Juli | Juli |
| Kw   | Mo   | Di   | Mi   | Do   | Fr   | Sa   | So   |
| ---- | ---- | ---- | ---- | ---- | ---- | ---- | ---- |
| 26   |      |      |      | 1    | 2    | 3    | 4    |
| 27   | 5    | 6    | 7    | 8    | 9    | 10   | 11   |
| 28   | 12   | 13   | 14   | 15   | 16   | 17   | 18   |
| 29   | 19   | 20   | 21   | 22   | 23   | 24   | 25   |
| 30   | 26   | 27   | 28   | 29   | 30   | 31   |      |

| August | August | August | August | August | August | August | August |
| Kw     | Mo     | Di     | Mi     | Do     | Fr     | Sa     | So     |
| ------ | ------ | ------ | ------ | ------ | ------ | ------ | ------ |
| 30     |        |        |        |        |        |        | 1      |
| 31     | 2      | 3      | 4      | 5      | 6      | 7      | 8      |
| 32     | 9      | 10     | 11     | 12     | 13     | 14     | 15     |
| 33     | 16     | 17     | 18     | 19     | 20     | 21     | 22     |
| 34     | 23     | 24     | 25     | 26     | 27     | 28     | 29     |
| 35     | 30     | 31     |        |        |        |        |        |

| September | September | September | September | September | September | September | September |
| Kw        | Mo        | Di        | Mi        | Do        | Fr        | Sa        | So        |
| --------- | --------- | --------- | --------- | --------- | --------- | --------- | --------- |
| 35        |           |           | 1         | 2         | 3         | 4         | 5         |
| 36        | 6         | 7         | 8         | 9         | 10        | 11        | 12        |
| 37        | 13        | 14        | 15        | 16        | 17        | 18        | 19        |
| 38        | 20        | 21        | 22        | 23        | 24        | 25        | 26        |
| 39        | 27        | 28        | 29        | 30        |           |           |           |

| Oktober | Oktober | Oktober | Oktober | Oktober | Oktober | Oktober | Oktober |
| Kw      | Mo      | Di      | Mi      | Do      | Fr      | Sa      | So      |
| ------- | ------- | ------- | ------- | ------- | ------- | ------- | ------- |
| 39      |         |         |         |         | 1       | 2       | 3       |
| 40      | 4       | 5       | 6       | 7       | 8       | 9       | 10      |
| 41      | 11      | 12      | 13      | 14      | 15      | 16      | 17      |
| 42      | 18      | 19      | 20      | 21      | 22      | 23      | 24      |
| 43      | 25      | 26      | 27      | 28      | 29      | 30      | 31      |

| November | November | November | November | November | November | November | November |
| Kw       | Mo       | Di       | Mi       | Do       | Fr       | Sa       | So       |
| -------- | -------- | -------- | -------- | -------- | -------- | -------- | -------- |
| 44       | 1        | 2        | 3        | 4        | 5        | 6        | 7        |
| 45       | 8        | 9        | 10       | 11       | 12       | 13       | 14       |
| 46       | 15       | 16       | 17       | 18       | 19       | 20       | 21       |
| 47       | 22       | 23       | 24       | 25       | 26       | 27       | 28       |
| 48       | 29       | 30       |          |          |          |          |          |

| Dezember | Dezember | Dezember | Dezember | Dezember | Dezember | Dezember | Dezember |
| Kw       | Mo       | Di       | Mi       | Do       | Fr       | Sa       | So       |
| -------- | -------- | -------- | -------- | -------- | -------- | -------- | -------- |
| 48       |          |          | 1        | 2        | 3        | 4        | 5        |
| 49       | 6        | 7        | 8        | 9        | 10       | 11       | 12       |
| 50       | 13       | 14       | 15       | 16       | 17       | 18       | 19       |
| 51       | 20       | 21       | 22       | 23       | 24       | 25       | 26       |
| 52       | 27       | 28       | 29       | 30       | 31       |          |          |

## Ereignisse

### Politik und Weltgeschehen

#### Polnischer Thronfolgekrieg
- Mai: In der Schlacht von Bitonto besiegt eine spanische Armee eine kaiserlich-österreichische Streitmacht, und sichert so das Königreich Sizilien für das Haus Bourbon.

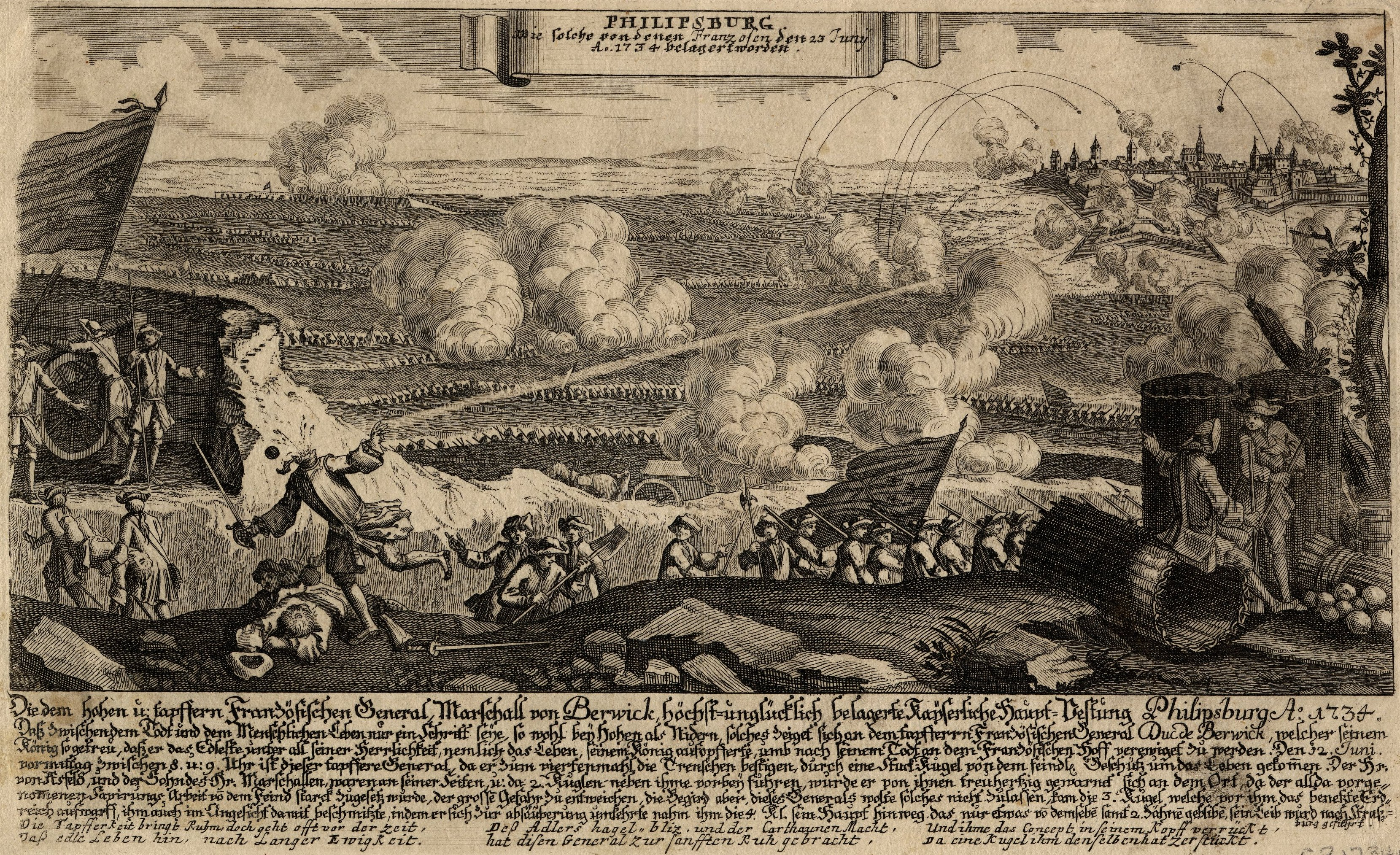
Blick auf die Belagerung und den Tod des Maréchal de Berwick (Unbekannter Zeichner)

- 2. Juni bis 18. Juli: Die Belagerung von Philippsburg endet mit der Eroberung der von österreichischen Einheiten gehaltenen Stadt durch französische Truppen unter James Fitzjames, 1. Duke of Berwick, der allerdings am 12. Juni von einer Kanonenkugel getötet wird.
- 29. Juni: Die Schlacht bei Parma endet mit einem Sieg französischer und sardinischer Truppen über die österreichische Armee.
- 9. Juli: Danzig, das den polnischen König Stanislaus I. Leszczyński aufgenommen hat, muss im Polnischen Thronfolgekrieg nach mehrmonatiger Belagerung durch ein russisch-sächsisches Heer unter Generalfeldmarschall Burkhard Christoph von Münnich kapitulieren.
- 19. September: Im Polnischen Thronfolgekrieg halten nahe dem Fluss Po französisch-piemontesische Truppen in der Schlacht bei Guastalla einem Angriff einer österreichischen Armee stand.

#### Heiliges Römisches Reich
- 25. Mai: Der 17-jährige ostfriesische Thronfolger Carl Edzard heiratet auf Initiative seiner Stiefmutter Sophie Karoline von Brandenburg-Kulmbach deren Nichte Wilhelmine Sophie. Schon drei Wochen später, am 12. Juni, verstirbt sein seit längerem schwer erkrankter Vater Georg Albrecht, und Carl Edzard wird Landesherr von Ostfriesland, ohne auf diese Aufgabe vorbereitet zu sein. Nach den Dauerkonflikten der vergangenen Jahre zwischen den Ständen und dem Fürstenhaus hat dieses kaum mehr ein Ansehen. Die Stadt Emden und andere renitente Landstände verweigern dem neuen Fürsten die Huldigung.

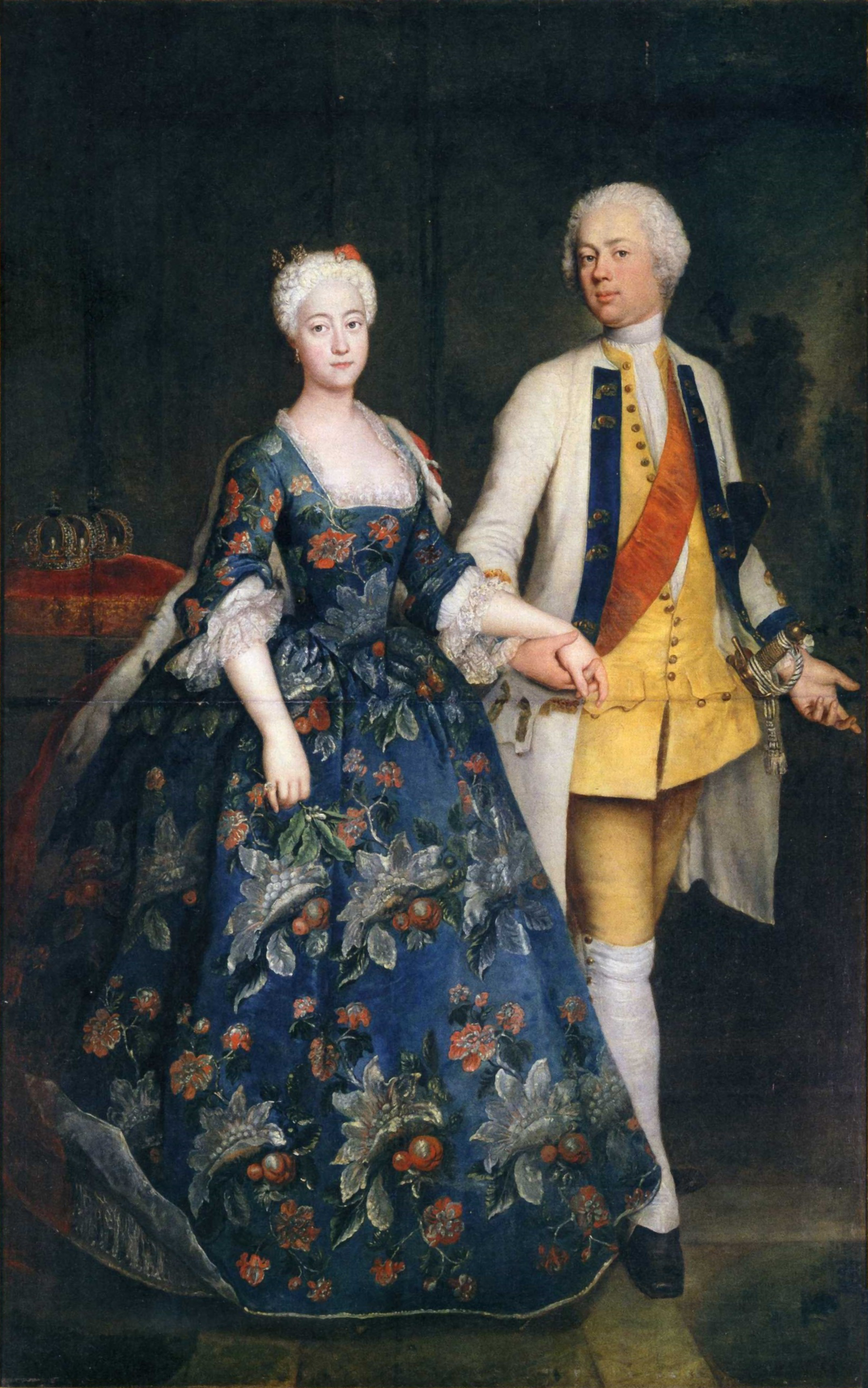
Prinzessin Sophie Dorothea Marie mit ihrem Gemahl Markgraf Friedrich Wilhelm

- 10. November: Markgraf Friedrich Wilhelm von Brandenburg-Schwedt heiratet in Potsdam Sophie Dorothea Marie von Preußen, die Tochter des Soldatenkönigs Friedrich Wilhelm I. und seiner Gattin Sophie Dorothea von Hannover.
- 11. November: Nach dem Tod von Friedrich Wilhelm II. wird sein Herzogtum Nassau-Siegen mit dem Herzogtum Nassau-Diez unter Wilhelm IV. vereinigt.

#### Habsburgermonarchie
- 29. Juni: Die ersten protestantischen Landler werden von den österreichischen Kernlanden nach Siebenbürgen deportiert. Die Deportation wird von der Wiener Hofkanzlei beschönigend als „Transmigration“ bezeichnet.

### Wirtschaft
- Ende des Jahres: Die erste Ausgabe der französischsprachigen Kölner Zeitschrift Gazette de Cologne avec privilege de sa majesté imperiale erscheint.
- Die letzte Ausgabe der schwedischen Wochenzeitschrift Then Swänska Argus von Olof von Dalin erscheint.
- Lloyd’s List, heute die führende Zeitschrift der Marineindustrie, erscheint erstmals.
- In Alesheim wird die Brauerei Conrad gegründet.
- Bei Unna wird die Saline Königsborn gegründet.

### Wissenschaft und Technik

#### Archäologie
- 21. April: Der Bauer Erich Lassen findet das kürzere der beiden Goldhörner von Gallehus. Sie sind die berühmtesten archäologischen Funde in Dänemark. Das längere war – ebenfalls zufällig – 1639 gefunden worden.

#### Kartographie

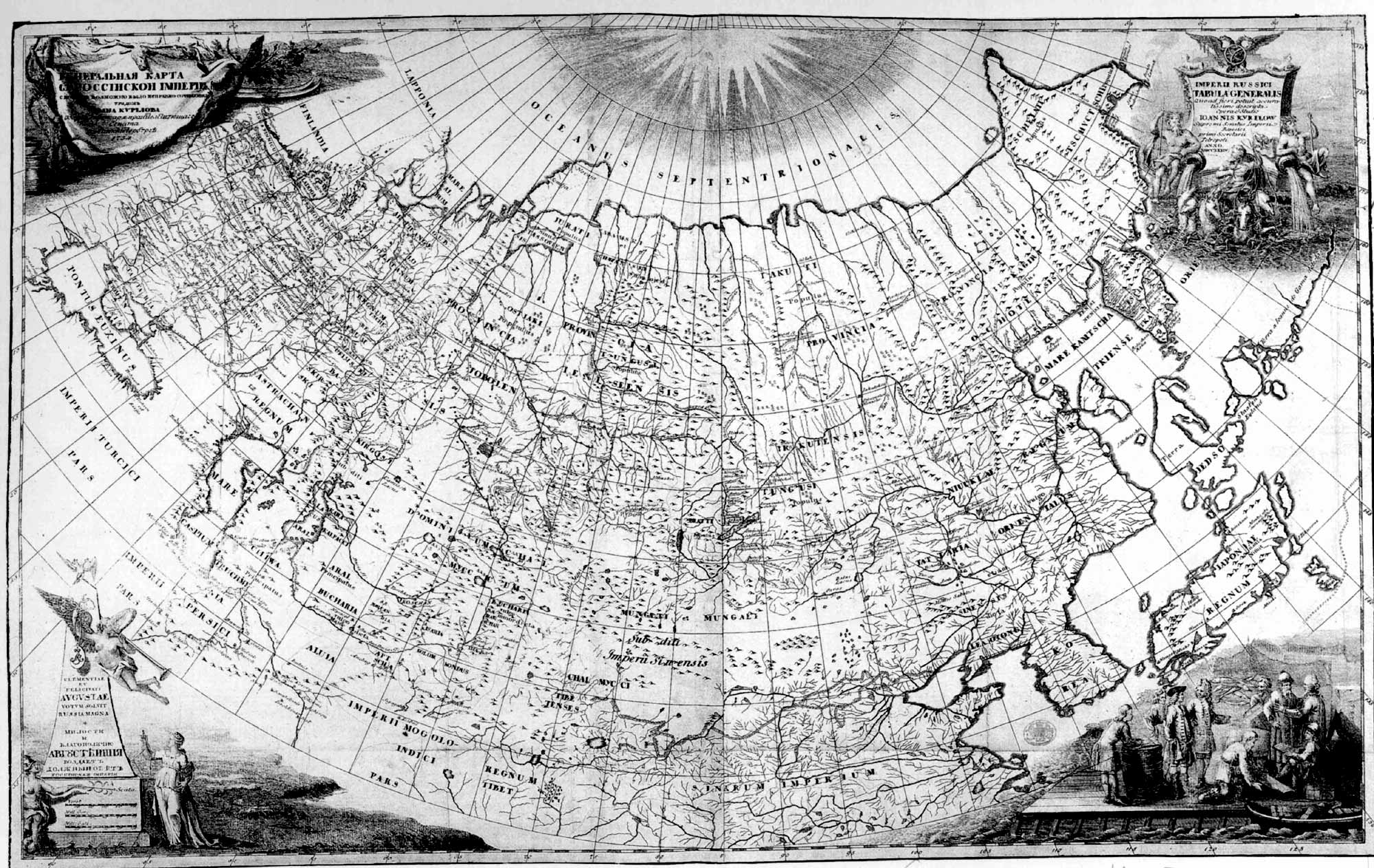
Iwan Kirilow: Karte Russlands 1734

- Iwan Kirillowitsch Kirilow gibt den Atlas des Allrussischen Reiches heraus, den ersten in Russland gestochenen und gedruckten Atlas.

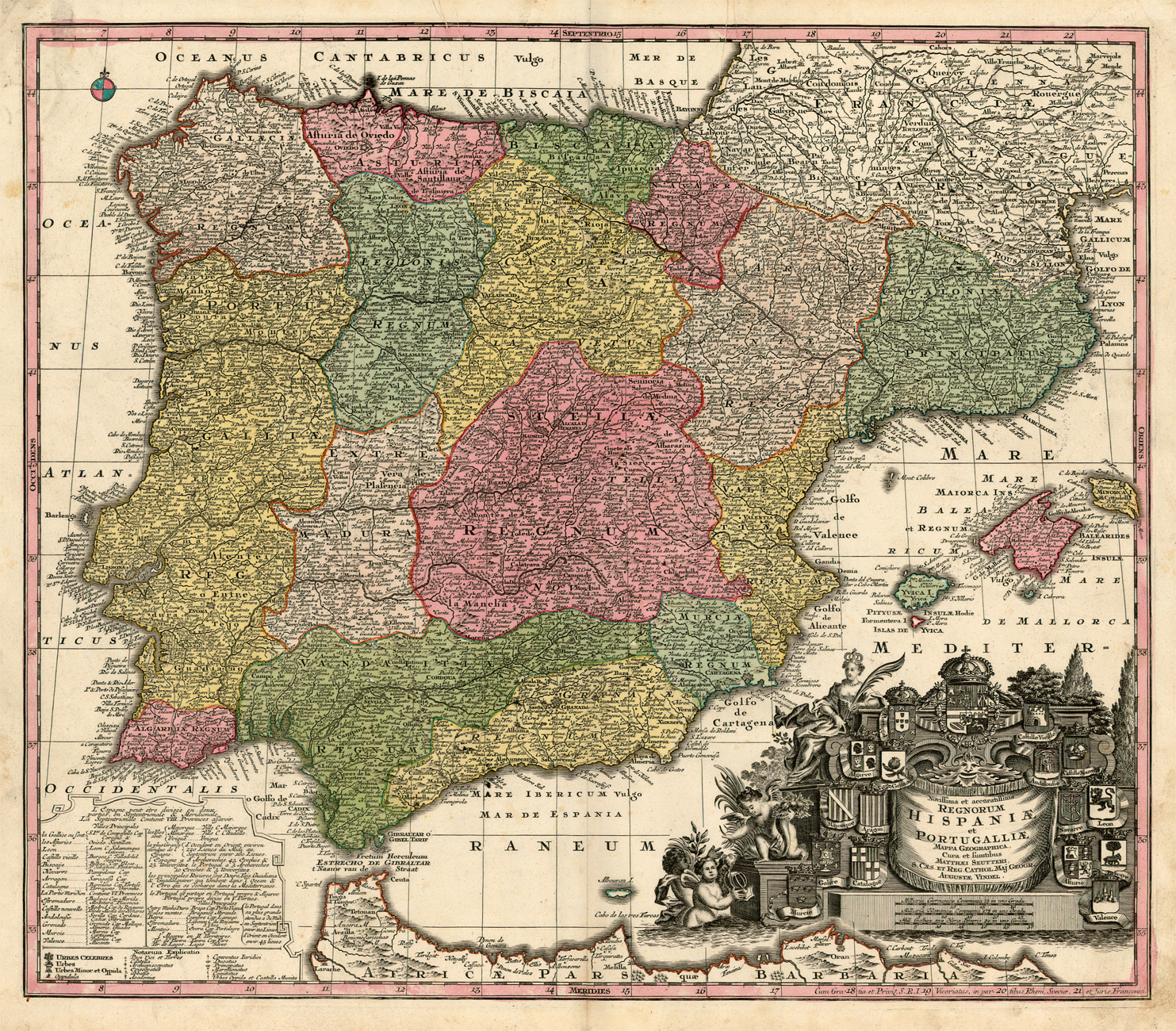
Matthäus Seutter: Iberische Halbinsel 1734

- Der Kupferstecher und Kartograph Matthäus Seutter gibt einen großen Atlas mit 131 Karten heraus.

#### Lehre und Forschung

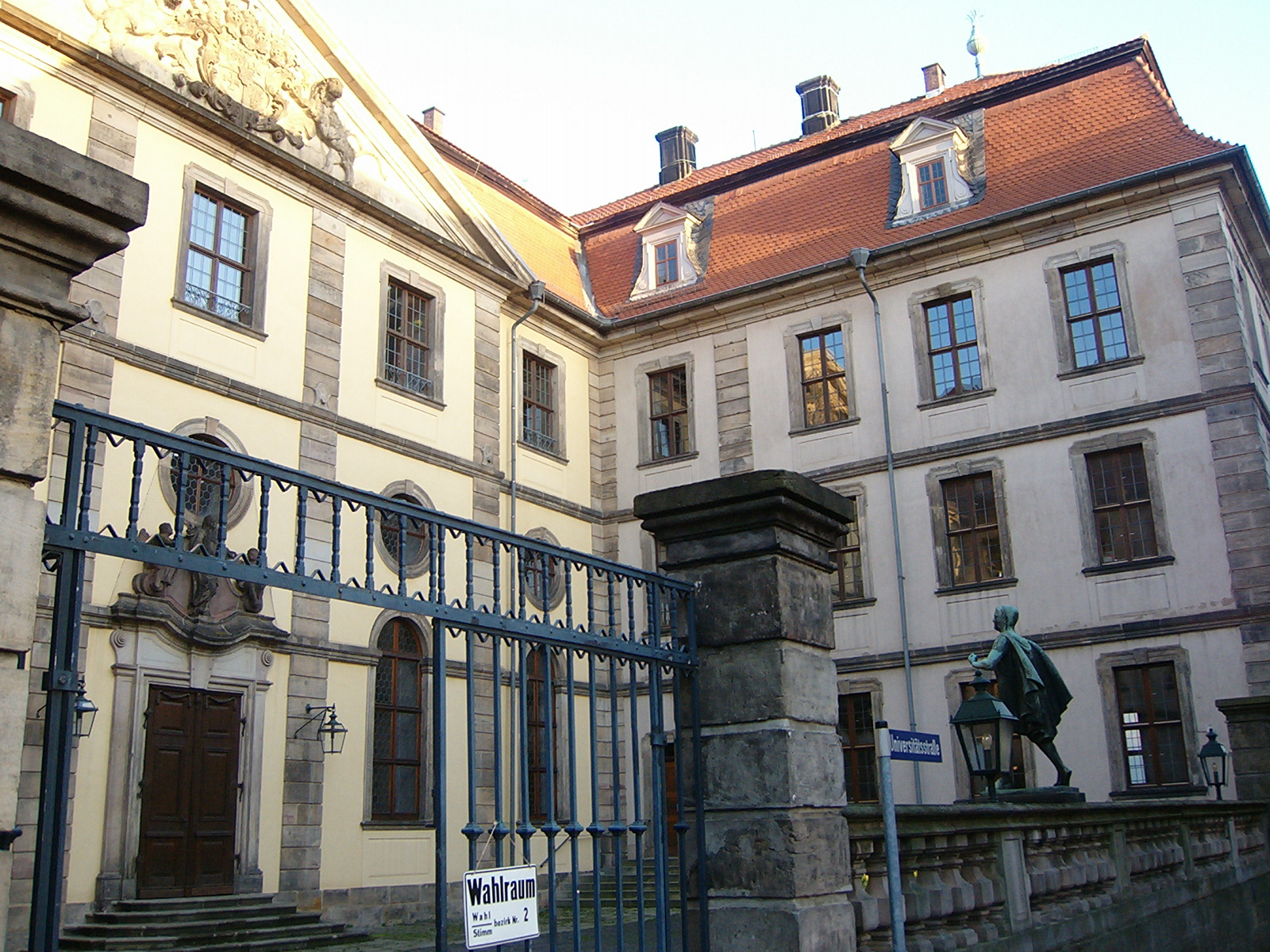
Die Alte Universität Fulda

- 19. September: Die Universität Fulda (Alma Mater Adolphiana) wird feierlich eingeweiht. Der Stifter, Bischof Adolf von Dalberg, wird zum Rector Magnificentissimus gewählt. Das barocke Universitätsgebäude ist von Andrea Gallasini in dreijähriger Bauarbeit errichtet worden.
- 14. Oktober: Samuel Christian Hollmann hält in einem Getreidespeicher die erste Vorlesung der 1732 gegründeten Georg-August-Universität Göttingen. Die dazugehörige Universitätsbibliothek wird im gleichen Jahr gegründet.
- Anton Wilhelm Amo promoviert an der Philosophischen Fakultät der Universität Wittenberg als erster Afrikaner in Deutschland mit seiner Dissertation De humanae mentis apatheia.

### Kultur

#### Musik und Theater

##### Georg Friedrich Händel und dieOpera of the Nobility

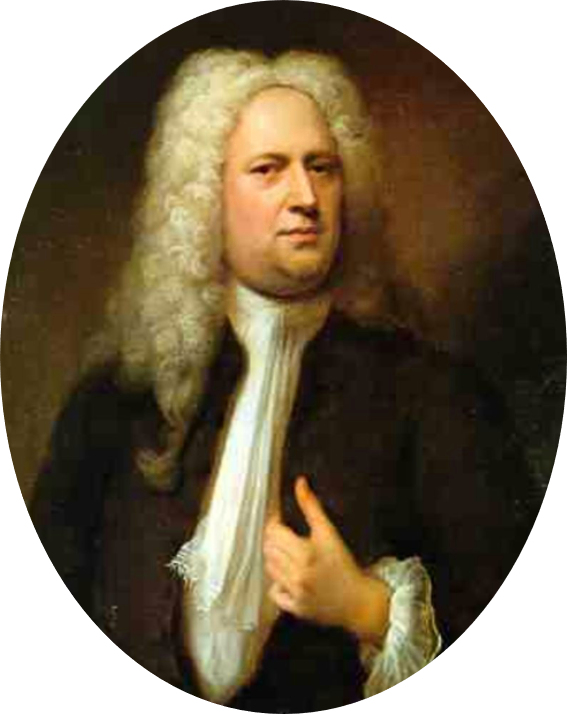
Georg Friedrich Händel, Porträt von Balthasar Denner

- 4. Januar: Das Dramma per musica Arbace von Georg Friedrich Händel hat seine Uraufführung am King’s Theatre am Haymarket in London. Das Pasticcio ist die Bearbeitung des erfolgreichen Librettos Artaserse von Pietro Metastasio auf der Grundlage der Oper Leonardo Vincis. Giovanni Carestini und Anna Maria Strada singen die Hauptrollen. Das Werk ist etwas erfolgreicher als die beiden ersten Pasticcis der Saison. Die Opera of the Nobility unter Nicola Antonio Porpora reagiert ein halbes Jahr später mit einer Pasticcio-Bearbeitung von Johann Adolph Hasses Artaserse, der zweiten berühmten Vertonung des Textes von Pietro Metastasio, und erzielt damit einen ganz außergewöhnlichen Erfolg. Der berühmte Kastrat Farinelli hat damit seinen Durchbruch in London.
- 26. Januar: Die Oper Arianna in Creta von Georg Friedrich Händel wird am Londoner King’s Theatre uraufgeführt. Das Libretto, dessen Urheber unbekannt ist, basiert auf der literarischen Vorlage Arianna e Teseo von Pietro Pariati. Die Sopranistin Anna Maria Strada und der Mezzosoprankastrat Giovanni Carestini singen die Hauptrollen.
- 13. März: Anlässlich der Hochzeit von Prinzessin Anne mit Wilhelm IV. von Oranien wird die Serenata Il Parnasso in festa uraufgeführt. Es ist Händels letzte Uraufführung am King’s Theatre. Die eigentliche Vermählung des Paares findet am 25. März statt.
- 6. Juli: Der langjährige Vertrag zwischen Johann Jacob Heidegger und Georg Friedrich Händel über die Verpachtung des King’s Theatre am Haymarket läuft aus. Dieses wird von der Opera of the Nobility übernommen. Händel reagiert schnell und wendet sich an John Rich, der mit den Einnahmen aus der Bettler-Oper ein neues Theater, das Theatre Royal in Covent Garden gebaut hat. Rich erklärt sich einverstanden mit einem Spielplan, in dem sich seine Schauspiele und Pantomimen mit Händels Opern abwechseln sollen.
- 18. Dezember: Händels erste Oper am Theatre Royal in Covent Garden ist das Dramma per Musica Oreste, ein aus Händels früheren Opern zusammengestelltes Pasticcio. Die Anwesenheit der berühmten Choreographin und Tänzerin Marie Sallé und ihrer Compagnie in London nutzend, hat der Komponist es mit umfangreichen Ballettszenen ausgestattet.

##### Johann Sebastian Bach in Leipzig
- Juli?: Die Kirchenkantate In allen meinen Taten von Johann Sebastian Bach wird in Leipzig uraufgeführt.

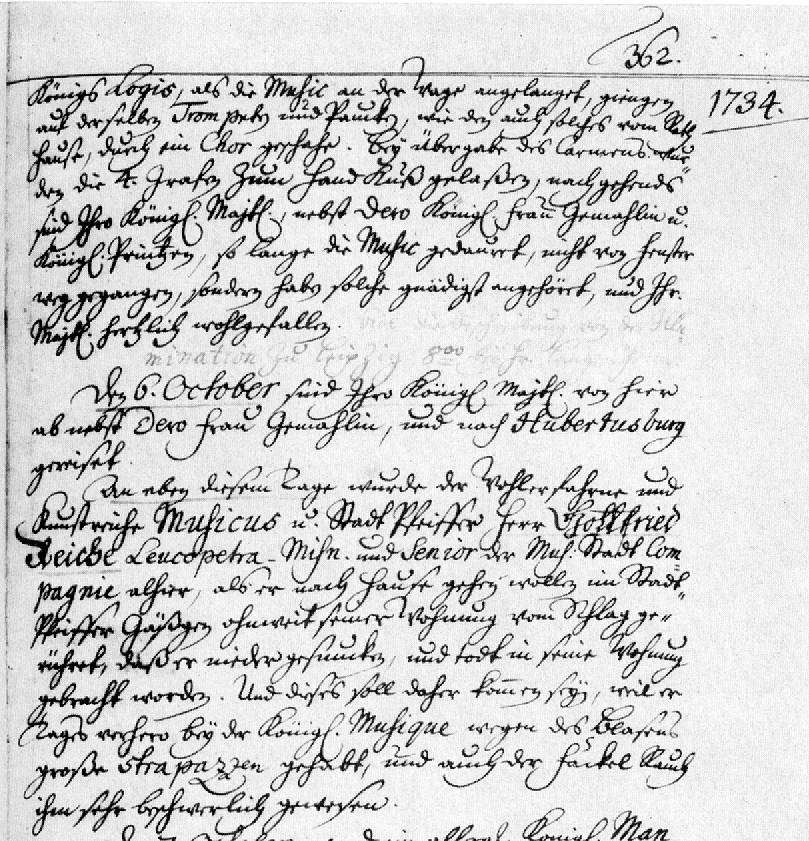
Aus der Chronik der Stadt Leipzig für den 6. Oktober 1734

- 5. Oktober: Anlässlich des Besuches des sächsischen Kurfürsten und polnischen Königs August III. in Leipzig wird Bachs weltliche Kantate Preise dein Glücke, gesegnetes Sachsen uraufgeführt. Der Trompetensolist Gottfried Reiche bricht am nächsten Tag auf offener Straße tot zusammen, was mit der Anstrengung bei den Feierlichkeiten in Zusammenhang gebracht wird.

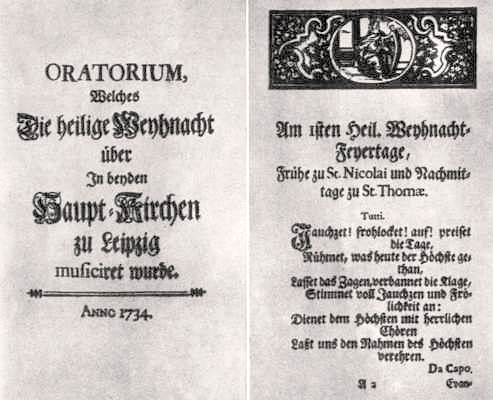
Titelseite und erste Seite des Librettos

- 25. Dezember: Die Erste Kantate des Weihnachtsoratoriums von Johann Sebastian Bach wird vom Thomanerchor in Leipzig uraufgeführt. Bis zum Januar 1735 wird das gesamte Werk in den beiden Leipziger Hauptkirchen Nikolaikirche und Thomaskirche uraufgeführt.
- um 1734: Johann Sebastian Bach komponiert auf Basis einer Dichtung von Picander die weltliche Kantate Schweigt stille, plaudert nicht, auch bekannt als „Kaffeekantate“.

##### Sonstige Uraufführungen
- 22. Februar: Die Uraufführung der Oper The Tragedy of Chrononhotonthologos von Henry Carey erfolgt in London.
- 3. März: Am Theater am Gänsemarkt in Hamburg erfolgt die Uraufführung des Pasticcios Circe von Reinhard Keiser.
- 8. April: La Betulia liberata, das Libretto zu einer azione sacra in zwei Teilen von Pietro Metastasio wird in der Vertonung von Georg Reutter in der Hofburgkapelle in Wien uraufgeführt.
- 4. November: In der Vertonung von Antonio Caldara wird Pietro Metastasios Libretto La clemenza di Tito anlässlich der Feier des Namenstages von Kaiser Karl VI. am Hoftheater in Wien erstmals aufgeführt.

### Religion
- Der Shouguo-Tempel in Tibet wird errichtet.

## Geboren

### Januar bis April
- 05. Januar: Gebhard XXVIII. von Alvensleben, deutscher Politiker und Gutsbesitzer († 1801)
- 05. Januar: Carl Friedrich Ludwig von Gaudi, preußischer Beamter († 1784)
- 08. Januar: Franz Anton von Blanc, österreichischer Beamter († 1806)
- 13. Januar: Luka Sorkočević, kroatischer Diplomat und Komponist († 1789)
- 16. Januar: John A. Treutlen, US-amerikanischer Politiker, Gouverneur von Georgia († 1782)
- 17. Januar: François-Joseph Gossec, wallonisch-französischer Komponist († 1829)
- 18. Januar: Caspar Friedrich Wolff, deutscher Physiologe und Anatom († 1794)
- 19. Januar: Gottlieb Merkel, deutscher lutherischer Theologe († 1807)
- 20. Januar: Charles Alexandre de Calonne, französischer Staatsmann († 1802)
- 23. Januar: Wolfgang von Kempelen, österreichischer Erfinder, Architekt und Staatsbeamter († 1804)
- 23. Januar: François Rozier, französischer Botaniker und Agrarwissenschaftler († 1793)
- 31. Januar: Joseph Franz Anton von Auersperg, Bischof von Lavant, Bischof von Gurk, Fürstbischof von Passau und Kardinal († 1795)
- 31. Januar: Robert Morris, britisch-US-amerikanischer Unternehmer und einer der Gründerväter der USA († 1806)
- 05. Februar: Johann Georg Gottlob Schwarz, deutscher evangelischer Theologe († 1788)
- 10. Februar: Maximilian Thaddäus von Egger, österreichischer Eisenindustrieller und Adliger († 1805)
- 12. Februar: Johanna Melber, Frankfurter Bürgerin, Tante Johann Wolfgang von Goethes († 1823)
- 13. Februar: Yves Joseph de Kerguelen de Trémarec, französischer Seefahrer und Entdecker († 1797)
- 15. Februar: Johann Gerhard Gruner, deutscher Jurist und Historiker († 1790)
- 16. Februar: Georg Philipp Dohlhoff, Apotheker und Bürgermeister der Pfälzer Kolonie in Magdeburg († 1794)
- 17. Februar: Johann Balthasar Hundeshagen, deutscher Jurist und Historiker († 1800)
- 18. Februar: Jean-Marie Roland de La Platière, französischer Politiker († 1793)
- 20. Februar: Franz Ignaz Beck, deutscher Komponist († 1809)
- 20. Februar: Allard Hulshoff, niederländischer reformierter Theologe († 1795)
- 24. Februar: Asaf Jah II., Fürst von Hyderabad im Dekkan († 1803)
- 27. Februar: Karol Stanisław Radziwiłł, Woiwode von Wilna und Starost von Lemberg († 1790)
- 09. März: Francisco Bayeu, spanischer Maler († 1795)
- 10. März: Gōryū Asada, japanischer Astronom und Anatom († 1799)
- 19. März: Thomas McKean, US-amerikanischer Politiker und Offizier, Unterzeichner der Amerikanischen Unabhängigkeitserklärung († 1817)
- 24. März: Diana Beauclerk, britische Malerin († 1808)
- 30. März: Christian Gottlieb Bergmann, deutscher Jurist und Bürgermeister von Zittau († 1822)
- 31. März: Adélaïde-Louise-Pauline Hus, französische Schauspielerin der Comédie-Française und Kurtisane († 1805)
- 10. April: Eleonore von Grothaus, deutsche Dichterin († 1794)
- 13. April: Johann Michael Hesse, deutscher Orgelbauer († 1810)
- 13. April: Christian Heinrich Reichel, deutscher Pädagoge († 1807)
- 15. April: Adrian Zingg, Schweizer Maler, Radierer, Zeichner und Kupferstecher († 1816)
- 17. April: Taksin, König von Siam († 1782)
- 20. April: Henricus Johannes Arntzenius, niederländischer Rechtswissenschaftler († 1797)

### Mai bis August
- 01. Mai: Johann Matthäus Schmahl, deutscher Klavier- und Orgelbauer († 1793)
- 23. Mai: Franz Anton Mesmer, deutscher Arzt, Begründer des Mesmerismus († 1815)
- 24. Mai: Conrad Nahmmacher, deutscher evangelischer Theologe und Pädagoge († 1768)
- 28. Mai: Christoph Sonnleithner, österreichischer Jurist und Komponist († 1786)
- 12. Juni: Eberhard Gaupp, Schweizer Kaufmann († 1796)
- 14. Juni: Gaspard Jean-Baptiste de Brunet, französischer General († 1793)
- 15. Juni: Johann Ernst Altenburg, deutscher Komponist, Organist und Trompeter († 1801)
- 27. Juni: Johannes Hotze, Schweizer Landarzt († 1801)
- 11. Juli: Josef Kohaut, österreichischer Komponist und Lautenist († 1777)
- 15. Juli: Maria Fortunata d’Este, italienische Prinzessin († 1803)
- 25. Juli: Ueda Akinari, japanischer Schriftsteller und Philologe († 1809)
- 27. Juli: Sophie Philippine Élisabeth Justine, französische Prinzessin und Prinzessin von Navarra († 1782)
- 01. August: Dominik Auliczek, böhmischer Bildhauer († 1804)
- 07. August: Maria Anna Josepha von Bayern, Markgräfin von Baden († 1776)
- 08. August: Friedrich August, Fürst von Anhalt-Zerbst, Bruder der russischen Zarin Katharina II. († 1793)
- 13. August: Johann Gottfried Sillig, deutscher evangelischer Geistlicher († 1792)
- 29. August: David von Neumann, preußischer General († 1807)
- 30. August: Gaetano Gandolfi, italienischer Maler und Kupferstecher († 1802)

### September bis Dezember
- 01. September: Louis François II. de Bourbon, Fürst von Conti († 1814)
- 01. September: August Carl Alexander von Zanthier, hessischer und anhaltischer Hofbeamter und wirtschaftswissenschaftlicher Autor († 1815)
- 02. September: Marianne Camasse, französische Tänzerin, Gräfin von Forbach († 1807)
- 03. September: Joseph Wright of Derby, britischer Maler († 1797)
- 17. September: Jean Baptiste Leprince, französischer Maler († 1781)
- 22. September: Karl Friedrich Walch, deutscher Rechtswissenschaftler († 1799)
- 25. September: Louis René Édouard de Rohan-Guéméné, französischer Adeliger und Fürstbischof von Straßburg, Opfer der Halsbandaffäre († 1803)
- 26. September: Franz Anton von Weber, deutscher Musiker, Kapellmeister und Theaterdirektor († 1812)
- 03. Oktober: Carl von Imhoff, Kolonialoffizier der Britischen Ostindien-Kompanie und Porträtmaler († 1788)
- 04. Oktober: Francis Lightfoot Lee, Unterzeichner der Unabhängigkeitserklärung der USA († 1797)
- 06. Oktober (getauft): Joseph Pickford, englischer Baumeister und Architekt († 1782)
- 07. Oktober: Ralph Abercromby, britischer General († 1801)
- 13. Oktober: Maciej Kamieński, polnischer Komponist († 1821)
- 13. Oktober: William Small, schottischer Naturwissenschaftler in Virginia († 1775)
- 17. Oktober: Grigori Grigorjewitsch Orlow, russischer General und Geliebter Katharinas II. († 1783)
- 19. Oktober: Carlo Luca Pozzi, Schweizer Stuckateur († 1812)
- 23. Oktober: Nicolas Edme Restif de la Bretonne, französischer Schriftsteller († 1806)
- 24. Oktober: Anna Göldi, Schweizer Magd, eine der letzten als Hexe hingerichteten Frauen Europas († 1782)
- 29. Oktober: Karl Albrecht von Frisching, Schweizer Politiker († 1801)
- 29. Oktober: Heinrich Leopold von Seherr-Thoß, deutscher Großgrundbesitzer († 1804)
- 02. November: Daniel Boone, amerikanischer Pionier und Grenzer († 1820)
- 11. November: František Martin Pelcl, böhmischer Schriftsteller, Historiker und Philologe († 1801)
- 01. Dezember: Adam Kazimierz Czartoryski, polnischer Adeliger († 1823)
- 03. Dezember: Karl Josef Anton Leodegar von Bachmann, Schweizer Militär in französischen Diensten († 1792)
- 15. Dezember: George Romney, britischer Maler († 1802)
- 17. Dezember: William Floyd, Delegierter des Staates New York im Kontinentalkongress († 1821)
- 17. Dezember: Maria I., Königin von Portugal und Brasilien († 1816)
- 21. Dezember: Manuel do Nascimento, portugiesischer Lyriker, Übersetzer und Ordensmann († 1819)
- 22. Dezember: Tommaso Conca, italienischer Maler († 1822)
- 24. Dezember: Heinrich Wilhelm von Anhalt, preußischer Offizier († 1801)
- 27. Dezember: Nicolaas Laurens Burman, niederländischer Botaniker († 1793)
- 31. Dezember: Maria Ursula Columba de Groote, Kölner Bürgerin und Bürgermeistersgattin († 1768)
- 31. Dezember: Johann Gottlieb Schaller, deutscher Naturforscher († 1814)

### Genaues Geburtsdatum unbekannt
- Françoise de Châlus, Herzogin von Narbonne-Lara, französische Hofdame und Mätresse Ludwigs XV. († 1821)
- Johann Anton von Freund, preußischer Generalmajor († 1809)
- Leopold von Hartmann, deutscher Beamter und Landwirt († 1791)
- Martin Lampe, langjähriger Diener Immanuel Kants († 1806)
- Robert Mylne, schottischer Architekt und Bauingenieur († 1811)
- Sakurada Jisuke I., japanischer Kabukiautor († 1806)
- Philipp Ernst Wegmann, deutscher Orgelbauer († 1778)

### Geboren um 1734
- Peter Perez Burdett, englischer Kartograph († 1793)
- Oktober 1734 oder 1736: Maria Pauer, Salzburger Dienstmagd, letzte Frau, die auf dem Gebiet des heutigen Österreichs wegen angeblicher Hexerei hingerichtet wurde († 1750)

## Gestorben

### Erstes Quartal
- 06. Januar: John Dennis, britischer Dramatiker und Kritiker (* 1657)
- 06. Januar: Zacharias Konrad von Uffenbach, Frankfurter Patrizier, Schöffe und Ratsherr, Reiseschriftsteller und Büchersammler (* 1683)
- 26. Januar: Alexander Hermann von Wartensleben, Offizier in verschiedenen Diensten, preußischer Generalfeldmarschall und als Wirklicher Geheimer Rat Teil des Drei-Grafen-Kabinetts (* 1650)
- 28. Januar: Danylo Apostol, ukrainischer Kosakenhetman (* 1654)
- 02. Februar: Charles Calvert, britischer Kolonialgouverneur von Maryland (* 1688)
- 07. Februar: Johann Adam Pruner, österreichischer Händler, Stadtrichter und Bürgermeister von Linz (* 1672)
- 10. Februar: Jean Raoux, französischer Maler (* 1677)
- 11. Februar: Christian Ulrich II., Herzog von Württemberg-Wilhelminenort (* 1691)
- 15. Februar: Franz Jänggl, österreichischer Baumeister (* um 1650)
- 18. Februar: Franz Woken, deutscher Pädagoge, Historiker, Sprachwissenschaftler und lutherischer Theologe (* 1685)
- 19. Februar: Johann Isaak Freitag, Rheinfeldener Holzbildhauer (* 1682)

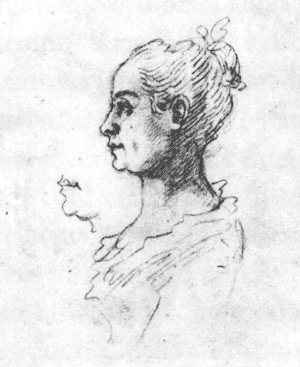
Marianna Benti Bulgarelli „La Romanina“

- 26. Februar: Marianna Benti Bulgarelli, gen. La Romanina, italienische Opernsängerin (* um 1684)
- 01. März: Roger North, englischer Rechtsanwalt, Biograf und Musiktheoretiker (* 1653)
- 02. März: Domenico Trezzini, Schweizer Architekt in Russland (* um 1670)
- 02. März: Friedrich Wilhelm II., Fürst von Nassau-Siegen (* 1706)
- 03. März: Claus Stallknecht, deutsch-dänischer Baumeister (* 1681)
- vor dem 6. März: Luigi Antinori, italienischer Opernsänger, Tenor (* um 1697)
- 08. März: Karlmann Pachschmidt, österreichischer Benediktiner und Komponist (* 1700)
- 12. März: Karl Franz Joseph Haringer, österreichisch-mährischer Maler und Freskant (* 1686)
- 12. März: Antonius Schultingh, niederländischer Rechtswissenschaftler (* 1659)
- 16. März: Andreas Silbermann, deutscher Orgelbauer im Elsass (* 1678)
- 17. März: Juan de Acuña, spanischer Offizier und Kolonialverwalter, Vizekönig von Neuspanien (* 1658)
- 19. März: Catharina von Wartenberg, Mätresse des preußischen Königs Friedrich I. (* 1674)
- 31. März: Robert Hunter, englischer Gouverneur der Provinzen New York, New Jersey und Jamaika (* 1666)

### Zweites Quartal

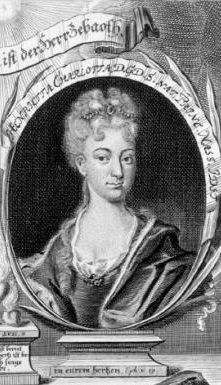
Henriette Charlotte von Nassau-Idstein

- 08. April: Henriette Charlotte von Nassau-Idstein, Herzogin von Sachsen-Merseburg (* 1693)
- 14. April: Stanislaus Rücker, preußischer Akzisedirektor und Stadtrat in Berlin (* 1649)
- 22. April: Louis Nicolas de Neufville, duc de Villeroy, Pair von Frankreich (* 1663)
- 25. April: Johann Konrad Dippel, deutscher Theologe, Alchemist und Arzt (* 1673)
- 30. April: Grzegorz Gerwazy Gorczycki, polnischer Komponist (* 1664/67)
- 03. Mai: Melchior Thomas von Wickede, Ratsherr der Hansestadt Lübeck (* 1682)
- 04. Mai: Abel Renz, Handelsmann und Bürgermeister von Tübingen (* 1665)
- 13. Mai: Christian Albrecht Niemann, Jurist und Bürgermeister der Hansestadt Lübeck (* 1680)
- 13. Mai: James Thornhill, britischer Maler (* 1675)
- 14. Mai: Georg Ernst Stahl, fränkischer Chemiker und Mediziner (* 1659)
- 15. Mai: Sebastiano Ricci, venezianischer Maler (* 1659)
- 19. Mai: Georg Abraham von Arnim, preußischer Generalfeldmarschall (* 1651)
- 11. Juni: Georg Albrecht, Fürst von Ostfriesland (* 1690)
- 12. Juni: James Fitzjames, 1. Duke of Berwick, Heerführer der Jakobiten in französischen und spanischen Diensten, Marschall und Pair von Frankreich und spanischer Grande (* 1670)
- 13. Juni: Nicolaus Vetter, deutscher Organist und Komponist (* 1666)
- 17. Juni: Claude-Louis-Hector de Villars, französischer General und Marschall von Frankreich (* 1653)
- 20. Juni: Michael Friedrich von Althann, Bischof von Waitzen sowie Vizekönig des Königreichs Neapel und Sizilien (* 1680)
- 25. Juni: Johann Friedrich Riederer, deutscher Dichter (* 1678)
- 25. Juni: Johann Andreas Thelott, Augsburger Goldschmied, Zeichner und Kupferstecher (* 1655)
- 29. Juni: Albrecht Wolfgang von Brandenburg-Bayreuth, Markgraf von Brandenburg und kaiserlicher General (* 1689)
- 29. Juni: Claudius Florimund Mercy, kaiserlicher Feldmarschall, kommandierender General der kaiserlichen Provinz Temescher Banat und Präsident der Banater Landesadministration (* 1666)

### Drittes Quartal
- 03. Juli: Carlo IV. Borromeo, italienischer Adliger in Diensten der Habsburger und des Heiligen Römischen Reiches, Vizekönig von Neapel und Plenipotentiar von Reichsitalien (* 1657)
- 12. Juli: Johann Gottlieb Olearius, deutscher Rechtswissenschaftler und Historiker (* 1684)
- 25. Juli: Gabriel Iwanowitsch Golowkin, russischer Kanzler (* 1660)
- 09. August: Georg Sigismund Green der Ältere, deutscher lutherischer Theologe (* 1673)
- 14. August: August Christoph von Wackerbarth, kursächsischer Generalfeldmarschall und Staatsminister (* 1662)
- 16. August: Johann Georg Zimmermann, deutscher Postkommissar (* 1680)
- 25. August: Miguel Jacinto Meléndez, spanischer Maler (* 1679)
- 29. August: Berndt Otto I. von Stackelberg, Erbherr auf Hallinap in der baltischen Landgemeinde Järva-Jaani, Baron, schwedischer Feldmarschall und Generalmajor (* 1662)
- 03. September: Christian Ludwig von Brandenburg-Schwedt, Prinz von Preußen und Offizier (* 1677)
- 05. September: Nicolas Bernier, französischer Komponist (* 1664)
- 08. September: Michel Sarrazin, französisch-kanadischer Arzt und Naturforscher (* 1659)
- 13. September: Tobias Querfurt, deutscher Maler, Radierer und Eisenschneider (* um 1660)
- 19. September: Friedrich Ludwig von Württemberg-Winnental, kurfürstlich-sächsischer Reitergeneral und kaiserlicher Generalfeldzeugmeister (* 1690)
- 22. September: Enno Rudolph Brenneysen, Kanzler Ostfrieslands (* 1669)
- 26. September: Hans Georg Steiner, Baumwollfabrikant und Schultheiss der Stadt Winterthur (* 1654)

### Viertes Quartal
- 06. Oktober: Gottfried Reiche, deutscher Trompeter und Komponist (* 1667)
- 10. Oktober: Heinrich Wilhelm von Löwenfinck, deutscher Militär und Porzellanmaler (* 1678)
- 10. Oktober: Johann Bernhard Orth, Bürgermeister von Heilbronn (* 1677)
- 12. Oktober: Simon Heinrich Adolf, Graf von Lippe (* 1694)
- 21. Oktober: Juan Bautista de Orendáin, spanischer Politiker und Ministerpräsident (* 1683)
- 27. Oktober: Thomas Friedrich Carstens, deutscher Jurist und Ratssekretär der Hansestadt Lübeck (* 1666)
- 31. Oktober: William North, 6. Baron North, britischer Adeliger, General und Politiker, führender jakobitischer Verschwörer (* 1678)
- 14. November: Louise de Kérouaille, Herzogin von Portsmouth, eine der Mätressen Karls II. von England und Hofdame Henrietta Anne Stuarts, der Herzogin von Orléans (* 1649)
- 21. November: Alexis Simon Belle, französischer Maler (* 1674)
- 02. Dezember: Christian Gottlieb Bussius, deutscher Hammerherr
- 05. Dezember: Augustin Johann Thomasberger, mährischer Bildhauer und Bildschnitzer (* 1676)
- 05. Dezember: Joseph Vivien, französischer Porträtist (* 1657)
- 08. Dezember: James Figg, englischer Schwergewichtsboxer (* 1684)
- vor dem 9. Dezember: Gaetano Berenstadt, deutscher Sänger, Altkastrat (* 1687)
- 14. Dezember: Noël-Nicolas Coypel, französischer Maler (* 1690)
- 14. Dezember: Valentin Müller, deutscher Orgelbauer (* um 1670)
- 22. Dezember: Matthias Pussjäger, Tiroler Maler (* 1654)

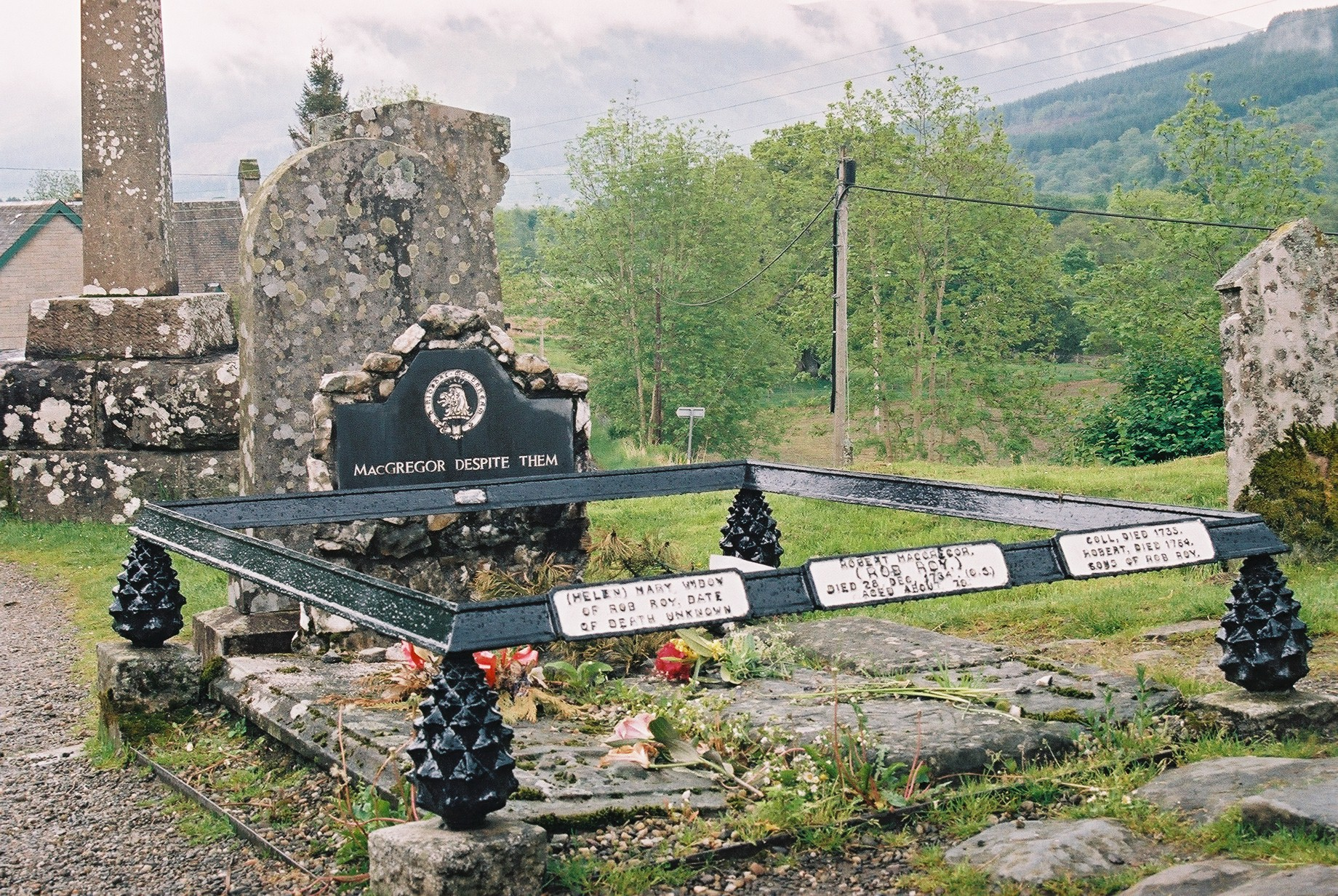
Rob Roys Grab in Balquhidder

- 28. Dezember: Robert Roy MacGregor, schottischer Volksheld (Kurzform: Rob Roy) (* 1671)

### Genaues Todesdatum unbekannt
- Richard Cantillon, irischer Ökonom (* 1680)
- Marie-Jeanne Lhéritier de Villandon, französische aristokratische Autorin (* um 1664)
- Hilaire Verloge, flämischer Gambist und Komponist in Frankreich (* um 1684)